# Павел Папалексиу
Павел (на гръцки: Παύλος, Павлос) е гръцки духовник, сервийски и кожански митрополит.

## Биография
Павел е роден като Панайотис Папалексиу (Παναγιώτης Παπαλεξίου) в ахейското село Родия в 1942 година. Учи право и богословие в Атинския университет. През 1971 г. е ръкоположен за дякон, а през 1973 г. за презвитер. Същевременно работи като иконом в манастира Пендели в като свещеник в църквата „Въведение Богородично“ в Неа Филотеа. В 1979 година става проповедник и протосингел на Калавритската и Егялийска епархия, в 1990 година става проповедник в Атинската ерхиепископия, а от 1991 година служи в енория Астория в Ню Йорк. Въздигнат е в митрополитско достойнство на 26 април 2004 година.